# Battenberg (Eder)
Battenberg é um município da Alemanha, situado no distrito de Waldeck-Frankenberg, no estado de Hesse. Tem 64,73 km² de área, e sua população em 2019 foi estimada em 5.325 habitantes.